# Handenberg
Handenberg är en ort och kommun  i Österrike. Den ligger i distriktet Braunau am Inn i förbundslandet Oberösterreich, 250 kilometer väster om huvudstaden Wien. 
Kommunen består av 26 orter (Ortschaften) (inom parentes invånarantal 1 januari 2024):

- Adenberg (188)
- Aigen (20)
- Apfental (14)
- Buchsberg (8)
- Eckbach (178)
- Edthof (14)
- Großschieder (14)
- Handenberg (309)
- Hangöbl (15)
- Hinterberg (19)
- Kastenberg (22)
- Kleinschieder (97)
- Kohlbach (5)
- Kölln (17)
- Leimhof (22)
- Moos (17)
- Polzwies (34)
- Pöllersberg (8)
- Sandtal (143)
- Spieglern (30)
- Straß (93)
- Utting (4)
- Viermaiern (21)
- Weg (9)
- Wurmshub (37)
- Zaun (8)